# アナ (キャラクター)
- アナと雪の女王 > アナ (キャラクター)
- アナと雪の女王2 > アナ (キャラクター)
- ディズニープリンセス > アナ (キャラクター)

アナ（Anna）は、ウォルト・ディズニー・アニメーション・スタジオのファンタジーアニメ映画『アナと雪の女王』（2013年）およびその続編『アナと雪の女王2』（2019年）に登場する架空のキャラクター。彼女の成人時の声はクリスティン・ベルが担当している。映画の冒頭では、リビー・スタベンラッチが幼少期の声を、ケイティ・ロペスが歌声を提供している。アガサ・リー・モンは、9歳のアナ（歌唱）を演じた。『アナと雪の女王2』では、ハドリー・ガナウェイが幼少期の声を担当し、リビー・スタベンラッチの音声はアートハランの記憶（アーカイブ音声）として使用された。
アナは、共同脚本家兼監督のジェニファー・リーとクリス・バックによって作り出され、デンマークの童話作家ハンス・クリスチャン・アンデルセンの『雪の女王』に登場するキャラクター、ゲルダを元にしている。ディズニーの映画版では、アナは架空のスカンジナビア王国アレンデールの王女であり、王位継承者で氷と雪を自在に操る能力を持つエルサ（イディナ・メンゼル）の妹として描かれている。戴冠式の夜にアレンデールを永遠の冬にしてしまったエルサが王国から自らを追放した後、アナは危険な冒険に出て、姉を連れ戻す。
オリジナルの童話および特に『雪の女王』のキャラクターは、長編映画に適応するのが難しい問題を抱えていた。ウォルト・ディズニーを含む複数の映画製作関係者がこの物語に挑戦し、多くの翻案がキャラクターをうまくまとめられずに棚上げされていた。最終的に、監督のバックとリーはアナとエルサを姉妹として描くことでこの問題を解決し、キャラクター間のダイナミックな関係を確立した。
映画批評家は、アナの性格における決断力と熱意、そして映画でのベルの演技を称賛した。

## 製作

### 起源と構想

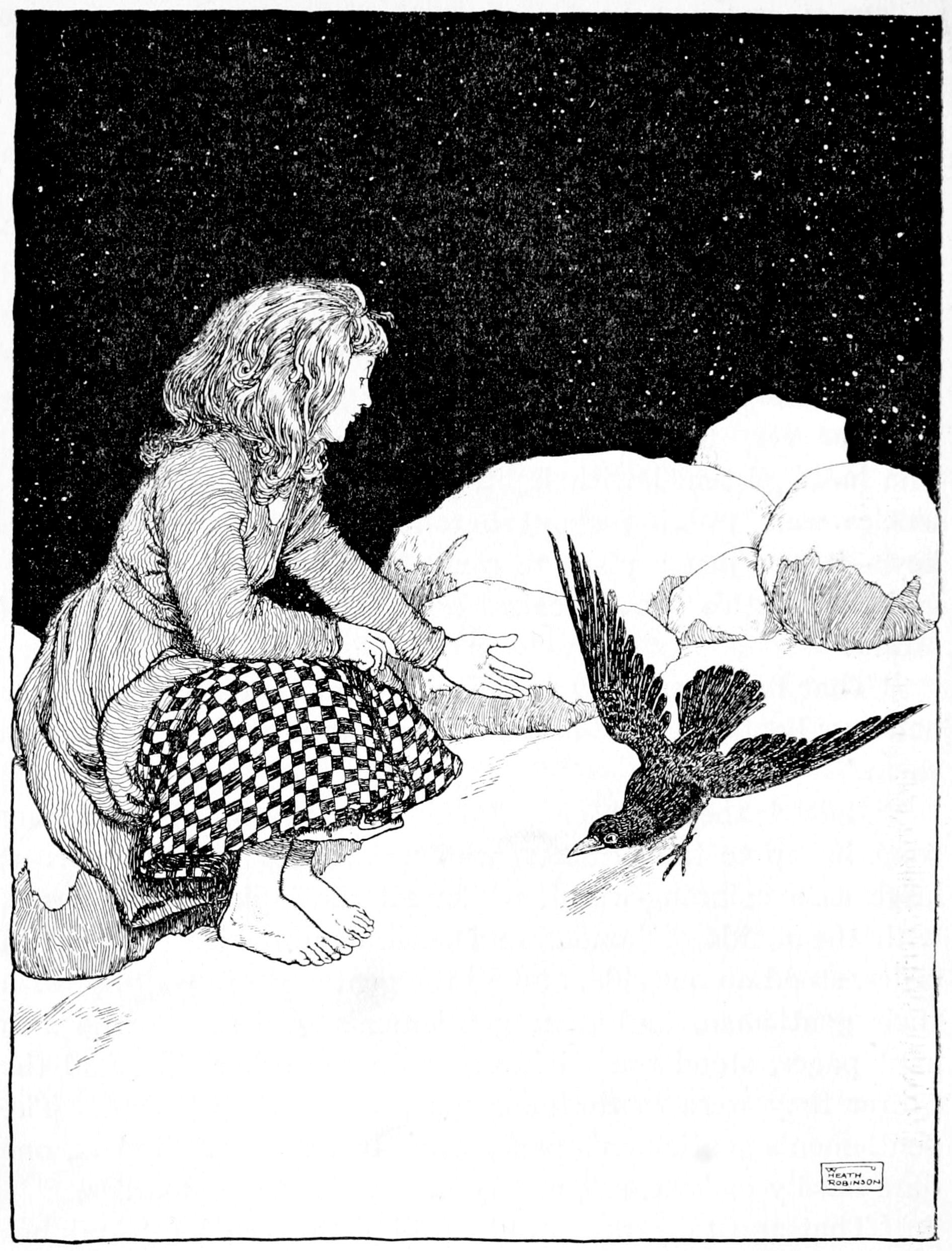
アナのモデルとなったゲルダのイラスト

ディズニースタジオで『雪の女王』の適応を試みたのは、1943年に遡る。この時、ウォルト・ディズニーはサミュエル・ゴールドウィンと協力してハンス・クリスチャン・アンデルセンの伝記映画を制作することを検討した。しかし、その物語、特に『雪の女王』のキャラクターは、ディズニーと彼のアニメーターたちにとって非常に問題が多いものだった。特に彼らが直面した問題の一つは、オリジナルの物語には主要な主人公であるゲルダ（後にアナのインスピレーションとなる）と雪の女王の間の必要な対話が欠けていたことだ。最も明白なのは、アンデルセンのバージョンには二人の対決が描かれていないことだ。勇敢なゲルダが雪の女王の氷の城に入り、カイに涙を流しても、雪の女王はどこにもいない。長編映画を形成するためのキャラクター間の対立が不足していた。
その後、グレン・キーン、ポールとゲタン・ブリジ、ハーヴェイ・ファイアスタイン、ディック・ゾンダグ、デイブ・ゴーツなど、他のディズニー幹部もこの素材を映画化しようと試みたが、誰も成功しなかった。2008年頃、クリス・バックは自分のバージョンの『雪の女王』をディズニーに提案した。当時、このプロジェクトは『Anna and the Snow Queen』という名前で伝統的なアニメーションとして計画されていた。しかし、2010年初頭までに、プロジェクトは再び同じ問題に直面し、停滞した。後に『アナと雪の女王』の共同監督であるジェニファー・リーは、「オリジナルの問題は、象徴的な物語であることだ。象徴を具体的なものに翻訳するのは非常に難しい。映画は具体的なものであり、それを翻訳しなければならない」と振り返った。
『塔の上のラプンツェル』（2010年）の成功後、2011年12月22日にディズニーは映画の公開日を2013年11月27日、新しいタイトル『Frozen』と共に発表した。そして、ピーター・デル・ヴェッチョとジョン・ラセターがプロジェクトのプロデューサーを務めた。映画が再び復活すると、バックと彼のチームにとって主要な課題の一つはキャラクターだった。ストーリーボードがジョン・ラセターに提示され、彼は制作チームに「まだ十分に掘り下げていない」と言った。ラセターは、クリス・バックの最新バージョンは楽しくて軽いものの、キャラクターが多面的ではなく、プロデューサーに共感されないと述べた。
この時点で、ゲルダとして知られるオリジナルキャラクターであるアナは、雪の女王エルサとクリストフ（カイを基にしたキャラクター）と共に脚本の主要な三つのキャラクターの一つだった。キャラクターはよく描かれておらず、共感できるものではなかった。アナとエルサが姉妹として確立されると、誰かが執筆チームで提案したアイデアにより、家族のダイナミックな関係が生まれたが、誰がその提案をしたかは覚えていない。この変更により、物語は劇的に変わり、善と悪の対立から愛と恐怖の対立にシフトした。バックは、彼らの脚本がまだ物語の基本的な部分とゲルダのキャラクターを保持していると述べ、オリジナルの物語と彼のバージョンの類似点について「ゲルダは友人のカイを見つけるのをあきらめない。彼女にはスーパーヒーローなどの力はないが、愛がある。最終的には愛が恐怖に打ち勝つ」と述べた。

### キャスト

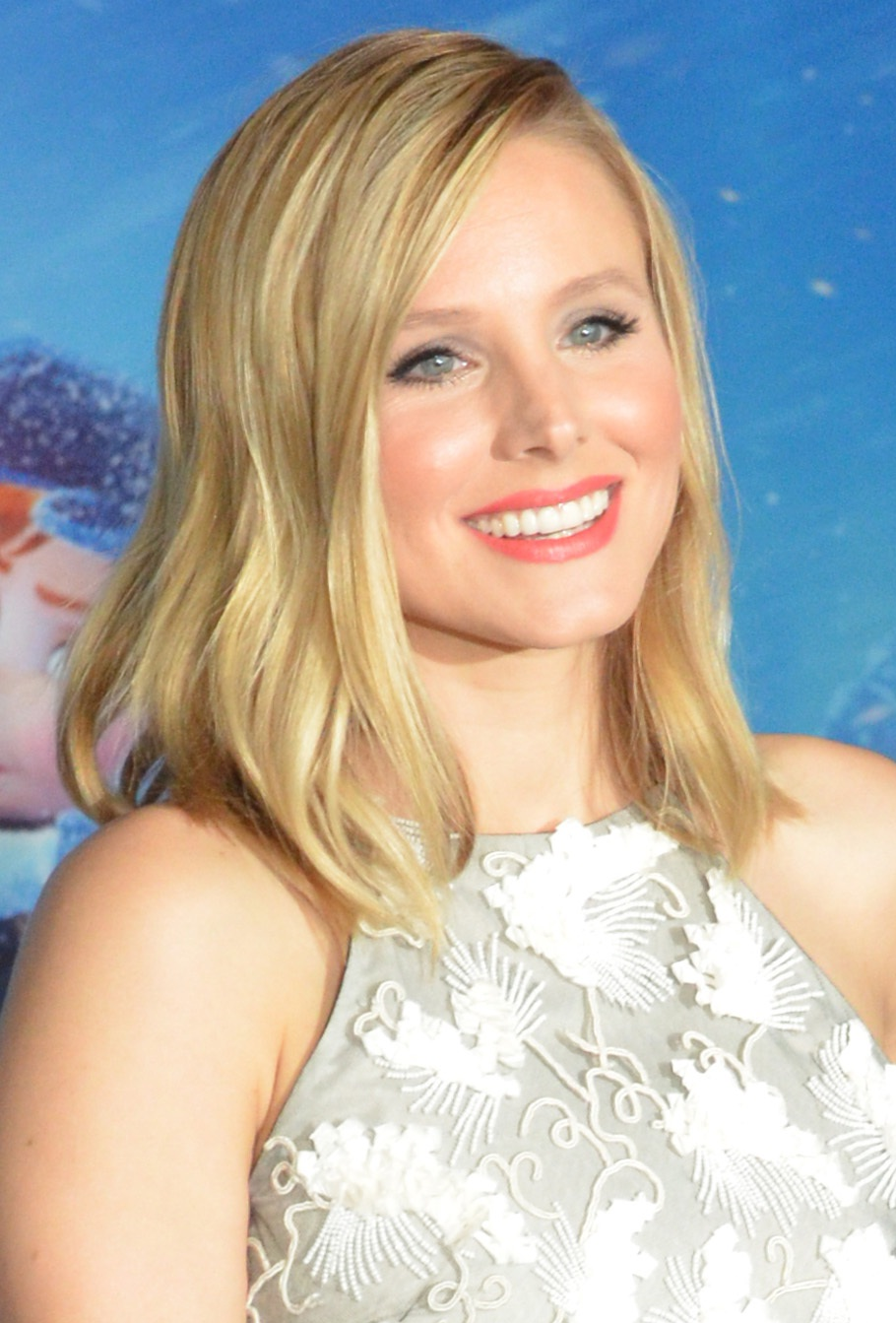
クリスティン・ベルがアナの声を担当している。

2012年3月5日、クリスティン・ベルが大人のアナの声を担当することが決まった。リビー・スタベンラッチが幼少期のアナを演じ、夫婦の作詞作曲チーム、クリステン・アンダーソン＝ロペスとロバート・ロペスの娘であるケイティ・ロペスが「雪だるまつくろう」のミュージカルシーンで幼少期のアナの歌声を提供した。さらに、監督のジェニファー・リーの娘であるアガサ・リー・モンがこの歌でティーンエイジャーのアナを演じた。リーはこれらのキャスティング決定について、「この歌の最初の二つのバースを使ってアナの性格を見せたかった。そして、歌声は必ずしもブロードウェイの子供ではなく、リアルな感じの子供たちにしたかった」と説明した。クリスティン・ベルとエルサの声を担当したイディナ・メンゼルは共に『塔の上のラプンツェル』のオーディションを受けていてお互いを知っていたが、その役を得ることはできなかった。
役を得たときの気持ちについて、ベルは「4歳の頃からディズニーのアニメ映画に出演することを夢見ていた。それは私が初めて自分に設定した目標だった。非常に非現実的な目標のように思えた」と述べた。彼女はディズニー映画を「子供の頃に何度も見た映画」として説明し、「『リトル・マーメイド』の全てのセリフを覚えていた。『アラジン』も大好きだった」と続けた。お気に入りのディズニーキャラクターについて尋ねられたベルは、「『リトル・マーメイド』のアリエル。ディズニーが変化した瞬間だと思う。女性の主人公、いわゆる“プリンセス”が単に伴侶を見つけたいだけでなく、『人間の世界で生きたい、世界を見たい、自分の快適なゾーンを超えて冒険したい』と歌っていた」と答えた。役を得たことを知ったときの初めての反応についてベルは「大喜びだった」と述べた。リーは、映画製作陣が『リトル・マーメイド』のいくつかのボーカルトラックを聴いた後、ベルのキャスティングが影響されたと認め、「これらの録音がなければ、アナにぴったりの人物を見つけるのは非常に難しかっただろう」と述べた。
監督のバックとリーは、クリステンとイディナの関係に感銘を受けた。「初期のリードスルーの一つで、クリスティンとイディナが互いにバラードを歌い、その感情があまりに強かったため、部屋の全員が涙した」とバックは言った。それは彼らの声が一緒にどれほど素晴らしいかを示しただけでなく、物語における音楽の力も示した。しかし、ベルはメンゼルと一緒に録音する際には全てが自信に満ちていたわけではなく、「緊張感のある」経験だと表現した。二人はイディナの家で「愛は翼にのって」という曲をリハーサルし、その際ベルはイディナの強力な声を称賛した。映画で彼女が演じた曲について、クリステンは「私たちはクリステンとボビー・ロペスの美しい曲を歌っている。彼らは『ブック・オブ・モルモン』を書いた人たちだ。だから本当に面白い音楽だ。本当に良い音楽だ。彼らと一緒に仕事をするのは素晴らしい」と述べた。
監督のジェニファー・リーは、クリステン・ベル以外のアナはあり得ないと強く信じており、「オーディションで彼女の声を聞いたときは驚きだった。彼女が古典的に訓練されているとは知らなかった。また、彼女の声には温かみと甘さがあった。彼女はアナにとって私たちが望んでいたすべてを持っていた」と言った。共同監督のクリス・バックもリーの考えを共有し、「アナ役のクリスティン・ベルは私たちが最初に見た人物だった。アナを見つけるために多くのキャスティングを行ったが、彼女は最初から完璧だった。私たちは彼女を愛し、彼女はアナになり、アナは彼女になった。どちらがどちらかわからない」とコメントした。イディナ・メンゼルも彼女の共演者の歌唱力に驚き、「彼女がどれほど素晴らしい歌手であるか知らなかった。彼女は誰にも言わないから、私は彼女に絶えず伝える必要があった。彼女はいつも控えめにしている」と述べた。作詞作曲家のクリステン・アンダーソン＝ロペスは、後にベルのアイデアの理解の速さを称賛し、可能であれば「生涯にわたって彼女とコラボレーションしたい」と述べた。アナのアニメーターであるベッキー・ブリーセは、ベルの声について「非常に適しており、部分的に取り入れられています」とコメントした。
製作中、ベルとメンゼルは多くの録音と再録音を行い、アナとエルサの感情的なシーンでは一緒に同じ部屋にいる必要があった。プロデューサーのピーター・デル・ヴェッチョは「私たちはクリスティンとイディナを一緒に歌わせることもした。それは歌を高めるのに非常に役立った。映画には二人のデュエットがあり、それが確実に効果を上げた」と述べた。クリス・バックは後に、可能な限り二人を一緒にすることで、彼らの間に本物の素晴らしいケミストリーが生まれ、彼らが本当に交流することができたとコメントした。ベルの録音セッションは彼女が妊娠中に完了し、後に出産後にいくつかのセリフを再録音する必要があった。彼女の声が深くなったからだ。完成した映画を見た後、ベルは自分の演技を「クールで奇妙でシュールで驚くべきもの」と表現し、アナが「監督たちが私にこのように演じさせてくれたおかげで、今のようにできたことを本当に誇りに思っている」と述べた。

### 設計と特性評価
特にアナと映画全体は、物語にいくつかの変更が加えられた。最も顕著なのは、ヒロインを雪の女王の妹にしたことだ。キャラクターの製作プロセスについて、監督のジェニファー・リーは、「アナに関しても長い間綱引きがあった。製作の後半までアナについて確定しなかった要素があり、それをサポートするためにいくつかのアニメーションを変更した」と認めた。ベルは彼女のキャラクターを「彼女は良い姿勢を持っておらず、あまり優雅ではないが、良い人間であり、完全に決意している」と一般的に説明した。リーはさらに、「彼女には特別な力はないが、アナは非凡なことを成し遂げる普通の人の一人だ」と付け加えた。恐怖を象徴する姉のエルサとは対照的に、アンナは愛を象徴し、楽観主義と並外れた心を持っています。監督のクリス・バックは後に、「アンナの秘密の武器は愛だ」と述べ、ストーリーの責任者であるポール・ブリッグスは彼女について「正しいことを支持し、そばに立つことを厭わないキャラクターだ。彼女の姉はアナが属さない世界を形作る状態で生まれた」とコメントした。2013年7月にディズニーが公開した『アナと雪の女王』の主要キャラクターの画像では、アナと彼女の映画での役割は次のように説明された。
アナは優雅さよりも大胆であり、時には考える前に行動することもある。しかし、彼女はまた、これまでに出会った中で最も楽観的で思いやりのある人物だ。幼少期に親しかった姉のエルサと再びつながりたいと切望している。エルサが魔法の秘密を偶然にも明らかにし、アレンデール王国を永遠の冬に閉じ込めてしまったとき、アナは状況を正すために危険な冒険に乗り出す。恐れを知らない心、決してあきらめない態度、そして他人を信じる心だけを武器に、アナは王国と家族を救う決意をしている。
「この映画を皆さんに見てもらうのが本当に楽しみだ。子供の頃に見たかったタイプの映画の一部になれた」と彼女は言った。「ディズニーのアニメーションはいつも大好きだったが、女性キャラクターには私にとって達成不可能な部分があった。彼女たちは姿勢が良すぎて、話し方があまりにも洗練されていて、私はこの女の子をもっと共感できるように、そしてもっと変わっていて、たくましくて、興奮しやすくて、不器用にしたいと思った。その点を本当に誇りに思っている」 —クリステン・ベルがアンナのキャラクターへのアプローチについて。
キャラクターを完全に理解し、自分自身のキャラクターを発展させ、後にスタッフにそれを伝えるために、映画の監督とプロデューサーは特定のキャラクターに対してキャラクターリードと監督アニメーターを任命することにした。初めてのキャラクターリードであるベッキー・ブリーセは、アナの監督アニメーターを務めた。彼女は自分の仕事を「キャラクターをより信じられるものにすること」と説明した。そのために、彼女は映画の中でアナとクリストフの間のシークエンスを何度も演じ、その度にキャラクターのジェスチャーを異なる形で強調した。「アナは少し緊張していて不安定で、その部分をアニメーションに取り入れる方法を見つけなければならなかった」とブリーセは説明した。 ベルは、最初はアナがもっと平凡で一般的に描かれていたと言う。「最初の脚本のドラフトでは、アナは私の意見では、もっと気取っていて、非常に女の子らしいキャラクターだった」とベルは感じていた。彼女は常にディズニーのアニメーション映画に参加したいと思っていたが、「普通のプリンセスよりもはるかに不器用な」、姿勢が良すぎたり、話し方があまりに洗練されていたりするキャラクターではない、非常に特定のタイプのプリンセスを演じたいと思っていた。アナの役をオファーされたとき、彼女は監督たちに多くの提案をした。彼らは応じて、映画を真実味のあるものにしたいと考えていたため、ベルが望むようにキャラクターを形成することを許可した。ベルはアナに対して具体的な変更を加え、その中には彼女自身の個性をキャラクターに融合させることも含まれており、共感できるヒロインを具現化した。監督たちからは全面的な支持を得た。ベルは、アナが初めてハンスに出会うシーンを「典型的なディズニーモーメント」と呼んでいる。二人が物理的に非常に近づき、互いに恋に落ちることがわかるからだ。ベルはアナのセリフが実際の生活で自分が言うようなものを反映することを望み、それには「意味のない独り言」も含まれていた。「私は『これは気まずいわね。あなたは気まずくない。私は気まずい。あなたは素敵。待って、何？』と言ったと思う。言葉があまりにも早く口からこぼれ出て、後から訂正しなければならない」とベルは続けた。また、彼女は映画の最初にアナが顔に唾液をつけて目覚めるシーンでは「口に髪の毛も入っているようにしたかった」と言い、それは彼女自身の実生活からのインスピレーションを受けたものだった。「時々私はそんなふうに目覚める。すると髪の毛が口に入って、咳き込み始める。アニメーターたちは私が何をしようとしているのか完全に理解してくれた。それはかっこいいし、完璧にマスカラをつけた状態で目覚めるよりもはるかに楽しい」と述べている。アナの鼻を鳴らしたりつまずいたりするシーンもベルの実生活からインスピレーションを得ている。ベルの録音セッションはビデオ撮影され、キャラクターのアニメーション作成に役立てられた。アニメーターたちはベルがよく唇を噛むなどの微妙な点まで考慮に入れた。監督のジェニファー・リーによると、アナは少し欠点があるキャラクターだ。
「私はこのキャラクターを長い間、最も誇りに思うだろう。私自身の多くの部分がこのキャラクターに込められている。たくさんのコラボレーションがあったが、それは単にキャラクターがいて、私が持ち寄りたいもの、あなたが持ち寄りたいものがあるというだけではなかった。私は本当に彼女に自分自身を注ぎ込みたかった。彼女にとって物事は自然に訪れるわけではなく、鳥たちがやってきて彼女の髪を編むわけではない。彼女は外に出て、物事と戦った。それを小さな女の子たちが見られることを本当に誇りに思う。私が望んでいたのはそれだから。だから、しばらくの間、彼女のことを考え続けるだろう」 —クリステン・ベル、アンナが将来に与える影響について。
監督のロン・クレメンツ（右）とジョン・マスカー（左）アナの最大の魅力について尋ねられた際、ベルは「彼女の魅力はその誠実さと楽観主義の間にあると思う。アナは本物で誠実であり、楽観主義が加わっている。永遠に楽観的な人々は最もカリスマ的であり、機嫌の悪い人々よりもはるかに魅力的」と述べた。また、彼女がアナをとても愛しいと感じた理由について、「アナが映画の冒頭で友達がいない状況にいるのは、彼女の生活スタイルが彼女に完全な王国を持たせなかったから。彼女は友達が欲しくて走り回る」と表現した。ベルは、この映画のストーリーをディズニーアニメーションにとって「もう一つの転換点」と呼んだ。このストーリーで描かれている愛は兄弟姉妹間の愛、ロマンティックでない愛だからだ。アナは世界を望み、探検したいと思っているが、特に家族との関係を育むことも望んでいる。「これはディズニー映画にしては非常に非伝統的だ」と彼女は付け加えた。
ベルがアナに与えた影響について、監督のクリス・バックは彼女の性格がとても楽しくエネルギッシュであると述べた。「私たちはアナのキャラクターを持っていたが、クリステンは本当にそのキャラクターを推進し、さらに面白く、さらに甘くし、三次元的なキャラクターとしてより信じられるものにした」と彼は言った。また、彼は「ベルの声とベルの精神に恋をした」とも認めた。監督のジェニファー・リーは、ベルが自分と共通点を持っているために彼女を愛していると述べた。「女の子も面白いことができるという点で」とリーは付け加えた。作詞作曲デュオのクリステン・アンダーソン＝ロペスとロバート・ロペスは後に、クリスティン、つまりアナのために多くの最初の曲を書いたとコメントしたが、「クリスティン・ベルと仕事をすればするほど、彼女の影響が大きくなった。彼らはすぐにアナが誰であるかを理解した。アナとはクリスティン・ベルそのものでした」と続けた。
映画でのアナの衣装は、ノルウェーの服装スタイルの研究に基づいている。これらの調査結果に基づき、美術監督のブリトニー・リーと彼女のチームは、衣装に使用するべき素材を見つけた。共同監督のジェニファー・リーは、アナの個性を正確に反映するために「遊び心のある」花柄と鮮やかな色彩を特徴とする陽気な衣装を作り上げた。アニメーターたちはまた、アナが住んでいる気候を考慮し、スカンディナヴィア地域の伝統的な冬の服装を反映した重いウールやベルベットの衣装を着せた。アニメーターたちは、プリーツ入りのドレスなど、キャラクターが自由に「好きなだけ回転」できるような衣装の構造を追加した。映画の文化的背景を深めるために、ノルウェーの伝統的な装飾民芸であるローズマリングをほぼ全てのキャラクターの衣装に追加した。アナと彼女の姉エルサは、これまでにない多くの種類の衣装と層を楽しむことができた。これらのキャラクターが雪の中を走り回るため、ペチコート、下着、ケープが必要であり、「それら全てが細かくデザインされた層と層の衣装を持っている」とブリトニーは説明した。

## 海外版

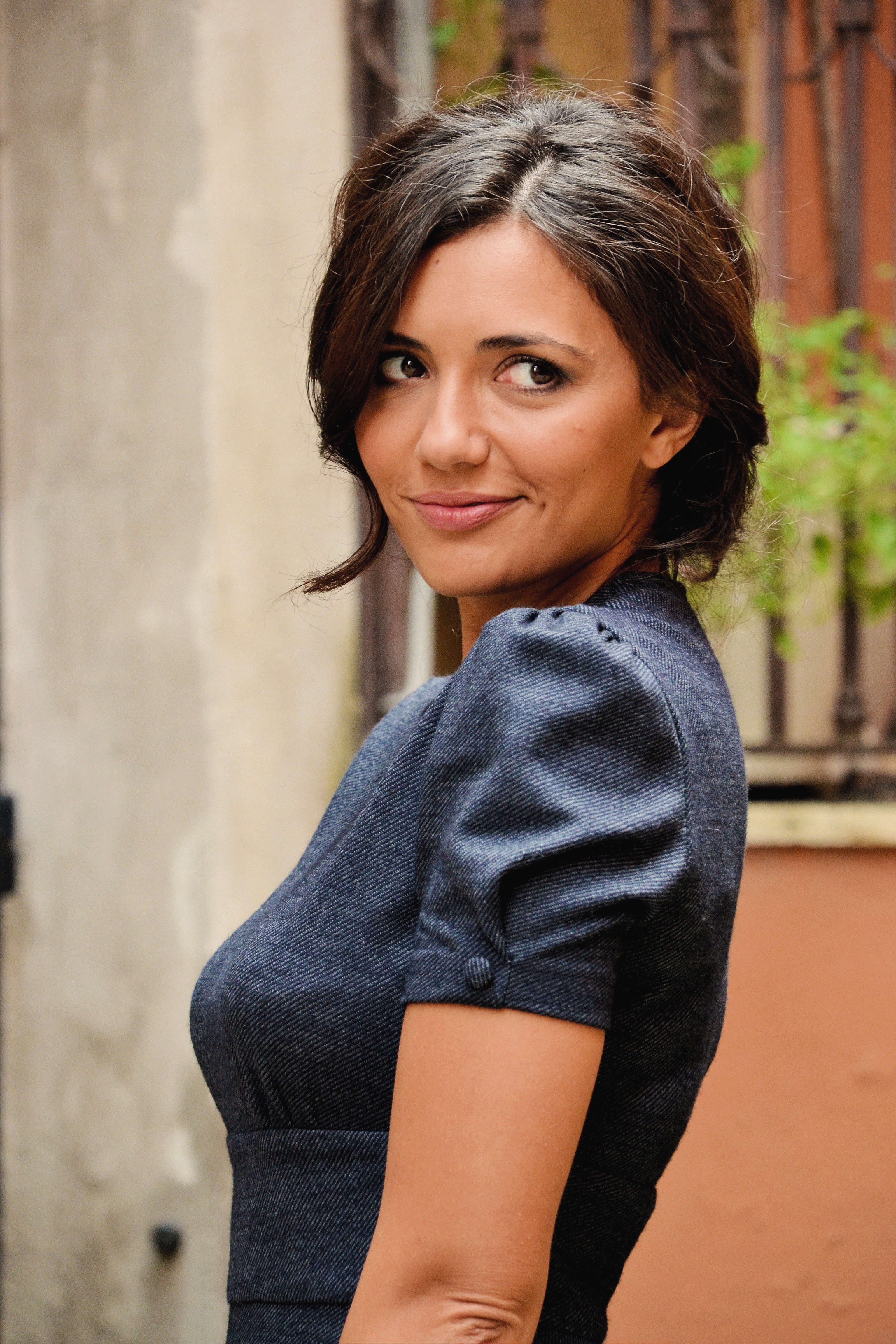
イタリアの女優で歌手のセレーナ・ロッシと『アナと雪の女王』のイタリア人キャストが、世界最優秀外国語吹き替え賞を受賞

2013年の劇場公開時、『アナと雪の女王』は全世界で43のバージョンがあった。その後の数年間でさらに3つのバージョンが追加され、独立系スタジオによって制作された非公式バージョンもいくつか存在する。2019年には、『アナと雪の女王2』が世界中で47のバージョンで公開され、その中にはサーミ文化からインスピレーションを受けて特別に制作されたサーミ語の吹き替えも含まれていた。
パリニーティ・チョープラーと彼女の従姉妹であるプリヤンカー・チョープラーは、それぞれヒンディー語版『アナと雪の女王2』でアナとエルサの声を担当した。
セレーナ・ロッシとイタリア語版『アナと雪の女王』のキャストは、世界中で最高の外国語吹き替え賞を受賞した。

## 出演

### 『アナと雪の女王』映画作品

#### アナと雪の女王
アナはアレンデール王室の末っ子で、姉のエルサは氷と雪を作り出し操る力を持って生まれた。にもかかわらず、姉妹は親友になり、エルサの能力を楽しむためによく使った。ある夜、彼女たちが玉座の間でオラフという名の雪だるまを作った後、エルサは魔法で誤ってアナの頭を打ってしまい、アナは気絶する。王と王妃は急いでアナを助けるために山のトロールたちのもとへ連れて行く。トロールのリーダーであるパビーはアナを癒すことができたが、その代償としてアナはエルサの魔法に関する記憶を失う。アナを守るために、王と王妃は城の門を閉じ、エルサを自分の部屋に閉じ込める。突然のエルサとの接触の喪失に困惑したアナは、エルサを部屋から引き出そうと何度も試みるが失敗し、大人になるにつれて彼女たちの絆を再び結び直す努力をやめてしまう。両親が船旅で遭難し亡くなった後、姉妹はさらに孤立してしまう。
3年後、21歳になったエルサが女王に即位することになる。アレンデールの人々は彼女の戴冠式の日を喜んで準備している。18歳になったアナは、幼少期以来初めて城の門が開かれることに興奮している。町を探検している間に、アナはサザンアイルズのハンス王子と出会い、すぐにお互いに惹かれ合う。エルサは自分の秘密が公になることを恐れているが、戴冠式は無事に進行する。レセプションパーティーで、アナは姉にもっと一緒に過ごすよう説得しようとするが、冷たく断られる。傷ついたアナは立ち去り、再びハンスに出会う。二人は王国をデートし、共通点が多いことに気づく。ハンスは突然アナにプロポーズし、彼女は喜んで受け入れる。
アナはハンスとの結婚の許しをエルサに求めるが、エルサは拒否し、彼女が出会ったばかりの人と結婚することを批判する。姉妹は口論になり、エルサは誤って自分の能力を露わにしてしまう。客たちの恐怖の反応を見たエルサは、パニックになって城を逃げ出し、氷の山に隠れる。退却中、彼女はアレンデール全体に永遠の冬を無意識に解き放つ。アナは自分が姉を押しつけてプレッシャーをかけたのが原因だと信じ、彼女を見つけて連れ戻すために出発する。アレンデールは姉妹が戻るまでハンスに任せる。
旅の途中で交易所に立ち寄ったアナは、山男で氷を収穫するクリストフと彼のトナカイのスヴェンに出会う。クリストフは魔法現象が起きたことを知っている北の山へアナを連れて行くことに同意する。道中、彼らはオオカミに追われ、後にエルサによって無意識に命を吹き込まれた陽気な雪だるまオラフに出会う。アナは彼を覚えており、彼はエルサの宮殿に案内する。姉妹は再会し、アナは関係を再び築きたいと望んでいる。しかし、エルサは戴冠式の出来事を許しながらもアナの助けを断り、彼女に去るよう命じる。アナはアレンデールが永遠の冬に包まれていることを伝える。怒りとストレスでエルサは力を失い、アナの心を打ってしまい、彼女の健康を危険にさらす。アナはクリストフとオラフに追われ、巨大な雪の生物マシュマロウに追い出される。エルサの誤った打撃の結果として、アナの髪は白くなり始め、震えがひどくなる。クリストフはアナの健康を心配し、彼の家族であるトロールに連れて行く。到着すると、トロールたちはアナがクリストフのガールフレンドだと信じるが、そうではないと聞かされると、彼らの気持ちを説得して一緒にしようとする。クリストフとアナが本当の理由を説明しようとする中で、二人は本当にお互いに惹かれ始める。しかし、その瞬間は短く、アナはクリストフの腕の中で崩れそうになる。グランドパビーは眠りから目覚め、アナの中の魔法を感じ取り、アナの心が姉によって偶然に凍ってしまったことを悲しげに告げる。魔法であるが故に、彼は氷を取り除くことができない。彼は、真実の愛だけが彼女を完全に凍結するのを防ぐことができると付け加える。アナの髪がさらに白くなり、彼女が弱くなるにつれて、クリストフはハンスのキスが彼女を癒すと信じて、彼女をスヴェンの背中に乗せて急いでアレンデールに戻る。
朝が近づくと、アナはクリストフの腕の中でますます弱くなる。城では、クリストフがアナを助け、城の人々の助けを借りて彼女を中に入れ、悲しげに去る。中では、アナは再びハンスと再会し、キスを求める。しかし、ハンスは彼らの婚約がアレンデールの王座を奪うための策略に過ぎなかったことを明かし、誰も彼女を愛していないと言ってアナを傷つける。ハンスはアナを暖炉のない部屋に閉じ込め、彼女の呪いが進行して死に至ることを計画する。幸運にも、アナはオラフに救出され、オラフはアナ自身が愛を本当に理解していないことを発見する。アナが悲しんでいるのを見て、オラフは他人のことを自分のことよりも優先することが愛だと彼女に教え、クリストフを例に挙げる。オラフはクリストフがアナを愛していることを彼女に明かす。彼女もまた彼への真実の愛を自覚し、オラフの助けを借りて城を抜け出し、呪いが完全にかかる前にクリストフを見つけるために急ぐが、エルサが無意識に作り出した吹雪に立ち向かわなければならない。嵐が収まると、アナはクリストフを見つけるが、ハンスがエルサを殺そうとしているのも目撃する。自分を救うためにクリストフのもとに行くか、エルサをハンスから救うために行くか、数秒で決断しなければならず、彼女はエルサを守るためにハンスとエルサの間に飛び込み、偶然にもハンスを気絶させると同時に自ら凍りついてしまい、呪いに屈し、死んだかのように見える。
心を痛めたエルサが悲しんでいると、アナは凍った状態から溶け始める。これは、自分を犠牲にして姉を救うという「真実の愛」に該当するからだ。このことを知ったエルサは、愛が彼女の能力を制御する鍵であることを発見し、魔法を安全に使って王国を溶かすことができるようになる。アナはハンスと対峙し、彼の顔を殴って船から水中に落とす。その後、彼女はクリストフに約束していた新しいソリを買い、二人はキスを交わし、新しい関係を始める。アナとエルサの姉妹の絆は再び築かれ、エルサは二度と城の門を閉じないと約束し、アナは大喜びする。

#### アナと雪の女王 エルサのサプライズ
最初の映画の出来事からほぼ1年後、エルサはアナのために誕生日パーティーを開く。しかし、アナはエルサがくしゃみをし続けることで風邪をひいていることに気づく。過去のすべての誕生日を埋め合わせるためにパーティーを完璧にしようとするにもかかわらず、エルサのくしゃみで小さな雪だるま（スノーギーズ）が生まれ、それらがケーキを自分たちで取ろうとし、エルサは体調の悪さから時計塔から落ちそうになるが、妹のアナに救われる。その後、アナはエルサを休ませ、スープを飲ませ、姉の世話をすることがその日一番の誕生日プレゼントだと言う。一方、パーティーの後、クリストフ、スヴェン、オラフは小さな雪だるまをエルサの山の氷の宮殿に運び、マシュマロウと一緒に住むようにする。

#### アナと雪の女王/家族の思い出
本作では、城の門が再び開かれてから初めてのホリデーシーズンだ。この機会を記念して「クリスマスを祝う」ために、アナとエルサはアレンデールの人々のためにサプライズクリスマスパーティーを計画するが、二人の姉妹は長い間隔離されていたため、家族には伝統がないことに気付き、アナは本当に落ち込む。その一方で、オラフは姉妹が共有できるホリデーの伝統を見つけることを使命とする。オラフの努力は実を結ばなかったが、その後、姉妹は古い子供時代の持ち物を見直し、実はホリデーの伝統があったことに気付く。毎年クリスマスになると、アナはオラフのアートワークを作り、エルサのドアの下に滑り込ませて、二人が離れている間もつながりを保つことができるようにしていた。エルサはそのアートワークを箱に大切に保管していた。

#### アナと雪の女王2
回想シーンでは、最初の映画が始まる前のある時、幼いアナとエルサが父親のアグナル王から寝る前の物語を聞いている。アグナル王は、34年前に祖父のルナード王がノーサルドラ族と条約を結び、彼らの土地である魔法の森にダムを建設したことを話す。儀式の際、争いが起こり、ルナード王はノーサルドラの戦士と共に崖から落ちて死亡する。この戦いにより、森の地、風、火、水の精霊たちは怒り、姿を消し、その後、霧の壁が魔法の森に降り、全員を閉じ込める。しかし、アグナルは正体不明の救助者の助けを借りて逃げ延び、戦争から救われた王子としてアレンデールに戻り、新たな王となる。
『アナと雪の女王』の出来事から3年後、アナはエルサ、オラフ、クリストフ、スヴェンと共に王国の秋の到来を祝う。ある夜、皆が眠りにつくと、エルサは自分を呼ぶ謎の声を聞き、その声を追いかけるうちに、無意識に精霊たちを目覚めさせてしまう。精霊たちはアレンデールを混乱させ、アナを含む全員が避難を余儀なくされる。パビーとトロールたちが現れ、パビーはアナとエルサに、精霊たちが過去の出来事に怒っていることを告げ、真実を発見して事態を収拾しなければならないと伝える。
アナ、エルサ、オラフ、クリストフ、スヴェンは、その謎の声を追って魔法の森へ向かう。風の精霊（オラフがゲイルと名付ける）が現れ、アナを含む全員を竜巻の中に巻き込み、アナはその動きでひどい乗り物酔いを起こすが、エルサの力で竜巻が止まり、いくつかの氷の彫刻が現れる。アナとエルサは、その彫刻が父親の過去の出来事の映像であり、母親のイドゥナが父親の命を救ったノーサルドラ族の一員であったことを発見する。ノーサルドラ族と対立するアレンデールの兵士たちと出会った後、一行は火の精霊と対峙し、アナは姉を守るために煙に巻かれながらも気をつけて行動し、エルサとクリストフに救われる。火の精霊は実はサラマンダーで、冷静になった後、エルサはアナが彼女についてきたこと、そして火事で命を落としそうになったことを問いただす。アナは涙ながらに、姉の安全を確保するためにそこに行ったと告白し、エルサはアナを心配させたことを謝る。アナとエルサは、母親のショールを見せることで自分たちの出自をノーサルドラ族とアレンデールの兵士たちに説明し、両者の間に休戦をもたらす。その後、彼らは人々と自然の魔法を結びつける第五の精霊の存在を知る。
アナとエルサはオラフと共に北へ進み続け、両親の船の難破跡と母親が過去の記憶を含むと伝えた伝説の川アートハランへの地図を発見する。自分たちの親の死に対する罪悪感と、彼女たちを連れて行くことが両世界のバランスを乱すことを知っているエルサは、一人で旅することを決意し、アナとオラフを送り返す。アートハランの深部で凍りつくエルサのメッセージを受け取ったアナとオラフは、エルサの魔力の喪失によってオラフが消え去るのを見る。
姉と親友を失ったと信じて心を痛めるアナは、祖父のダムを破壊することを決意する。クリストフ、スヴェン、アレンデールの兵士たちの助けを借りて、アナは巨大な地の精霊たちをダムに誘い込み、ダムを岩で破壊させる。アナはクリストフとリーダーのマティアス中尉の助けを借りて、辛うじて破壊の影響から逃れる。アナがダムを破壊したことによってエルサは氷から解け、精霊の水の馬ノックに乗ってアレンデールに戻り、ダムが放出した洪水から王国を守る。魔法の森から霧が晴れ、アナはクリストフに置き去りにしたことを謝り、彼は彼女を慰める。その後、精霊の一人がアナにエルサが無事であることを知らせ、二人は再会し、和解する。エルサとアナはオラフを復活させ、クリストフはついにアナにプロポーズし、彼女はそれを受け入れる。エルサは二人が人々と精霊の間の橋であることを説明する。その後、エルサは王位を退き、アナが新しいアレンデールの女王となり、エルサは魔法の森の守護者となり、定期的にアレンデールを訪れ、すべての土地と領域に平和が戻る。

### その他

#### その他のアニメ出演
アナとエルサはディズニープリンセスたちと一緒に、2018年の映画『シュガー・ラッシュ:オンライン』に登場する。これは2017年のD23 Expoで発表された。
アナはまた、2023年の短編映画『ワンス・アポン・ア・スタジオ -100年の思い出-』にも登場するウォルト・ディズニー・アニメーション・スタジオのキャラクターの一人だ。

#### グッズ

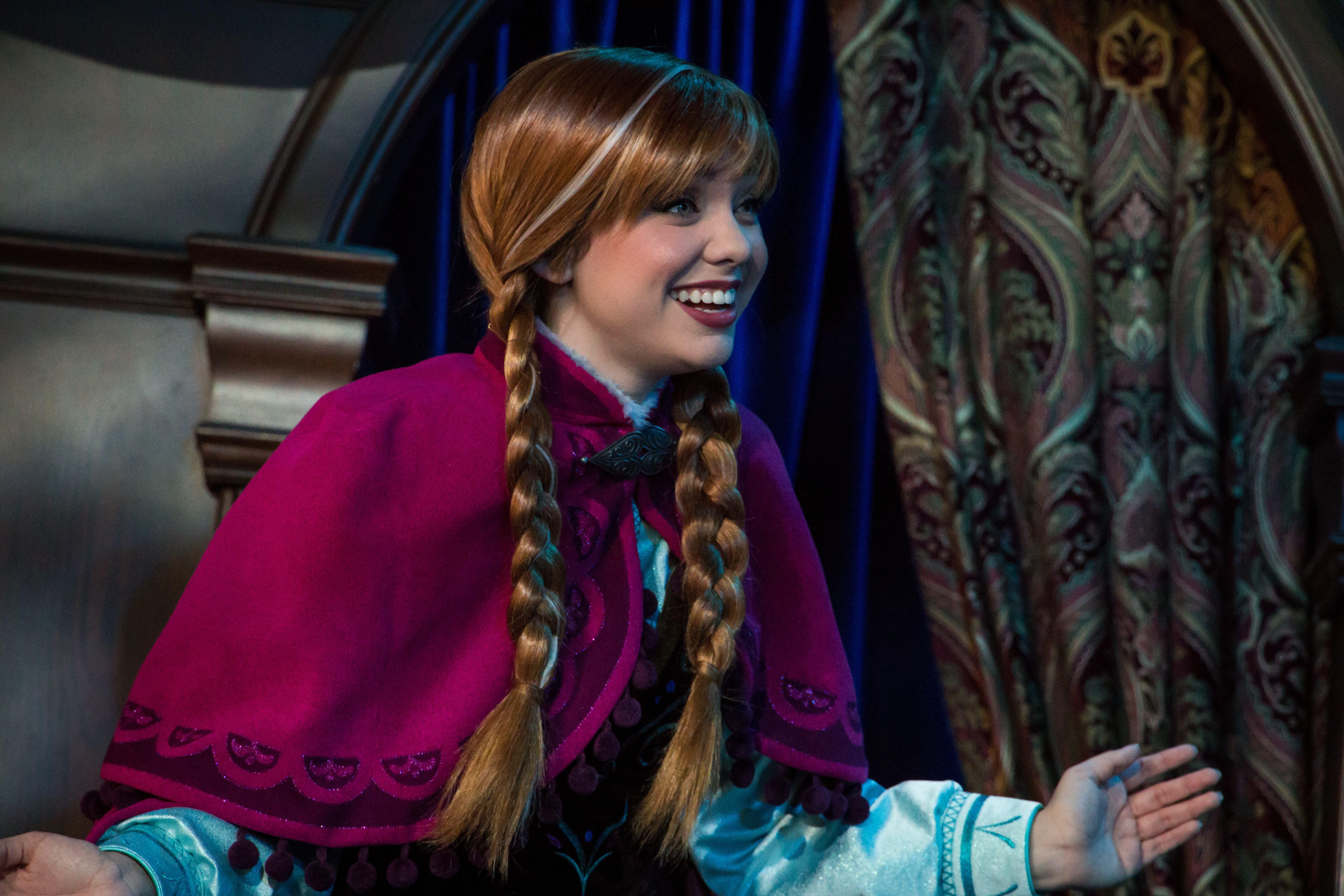
ディズニーランドのグリーティングに登場したアナ（2015年）

2013年11月6日、ディズニー・コンシュマー・プロダクツは、ディズニーストアやその他の小売店でアナをフィーチャーした商品ラインの発売を開始した。さまざまなバージョンのアナの人形には、ファッションドールセット、ミニドールセット、ぬいぐるみ、幼児のアナの人形、そしてユーザーが手を握ったりお互いの手を握ったりすると光って映画に登場するシグネチャーソングを演奏する特別版の「ミュージカル・マジック・エルサ&アナ・ドール」がある。アナの商品は、ローリング・ラゲッジ、ブーツ、服、ナイトガウン、ボウル、プレート、コーヒーマグ、ホームデコレーションなど、幅広い製品をカバーしている。さらに、この映画は子供向けの簡略化されたストーリーブックとしても適応され、音響効果、オリジナルキャラクターボイス、壁に映画の画像を投影するミニプロジェクターを備えたさまざまなバージョンが登場した。そのうちの一冊である「A Sister More Like Me」は、映画のビジュアル製作アーティストであるブリトニー・リーによるイラストが含まれている。アナとエルサはどちらも、対応するフィギュアを使用して『ディズニー インフィニティ』でプレイヤーキャラクターとして登場する。

#### テーマパーク
2013年11月、『アナと雪の女王』の公開に先立ち、アナとエルサはアメリカのフロリダとカリフォルニアのウォルト・ディズニー・パークス・アンド・リゾーツで毎日グリーティングを開始した。ウォルト・ディズニー・ワールドでは、2013年10月22日にディズニー・ハリウッド・スタジオの仮設アトラクションでデビューし、エプコットでのメインアトラクションが建設中の間、11月2日にエプコットのノルウェー館で正式に登場した。ノルウェー館には映画の舞台とデザインのインスピレーションを受けたノルウェー文化のギャラリーも展示された。ディズニーランドのファンタジーランドには「ロイヤルレ・セプション」と呼ばれるコテージが設置され、アナとエルサが登場し、屋根にはオーディオアニマトロニクスのオラフが話しかけた。2014年2月には、これらのグリーティングは無期限に延長され、プリンセスに会う待ち時間は頻繁に2時間を超え、これはこれまでのディズニーキャラクターよりも長い待ち時間となった。2014年3月には、この待ち時間が4、5時間に達したと報告された。さらに、エルサ、アナ、オラフはディズニーランド・パリの「ディズニー・マジック・オン・パレード」のために『アナと雪の女王』をテーマにしたフロートが与えられた。2014年3月9日、ウォルト・ディズニー・ワールドのマジック・キングダムで行われた「フェスティバル・オブ・ファンタジー・パレード」において、アナは初めてディズニーパークで戴冠式のドレスを着て登場した。2014年4月20日、アナとエルサはエプコットからマジック・キングダムの「プリンセス・フェアリーテール・ホール」に移動し、キャラクターに会うための待ち時間はシンデレラやラプンツェルの15分と比較して3時間にも達した。
アナは、オラフがホストを務めるナイトタイム・スペクタクル『ワールド・オブ・カラー』の冬のテーマの新しいショー『ウィンター・ドリームズ』にエルサと共に登場した。ディズニーランド・パリのナイトタイム・スペクタクル『ディズニー・ドリームズ!』では、アナが英語を話すオラフと共にフランス語の共同ナレーターを務めた。マジック・キングダムの夜間プロジェクション・ショー『セレブレート・ザ・マジック』の『アナと雪の女王』のセグメントでは、アナやオラフ、クリストフなどのキャラクターが登場するシーンが城に投影され、エルサが「レット・イット・ゴー」を歌う。映画の公開と同時に、アナはディズニー・クルーズ・ラインのディズニー・ドリームでのグリーティングを開始した。
2014年5月16日、ディズニーランドでアナ、エルサ、オラフが登場する『アナと雪の女王』のプレパレードがデビューすることが発表された。これは2014年6月13日に初演され、『ミッキーのサウンドセーショナル・パレード』の前に行われた。2014年7月5日から9月1日まで、ディズニー・ハリウッド・スタジオでの「『アナと雪の女王』サマー・ファン・ショー」の一環として、アナとエルサはクリストフやスケーター、スキーヤー、アイスカッターと共にハリウッド大通りを馬車で行進した。姉妹はまた、『生まれてはじめて:フローズン・シング・アロング・セレブレーション』にも登場し、王国の歴史を語るロイヤル・ヒストリアンと共にアレンデールの歴史を再現した。『アナと雪の女王』の音楽に合わせた花火『フローズン・ファイヤーワークス・スペクタキュラー』にもクリストフとオラフと共に登場した。その他のキャラクターもそれぞれのショーに登場した。オラフは『オラフ・オン・サマーバケーション』に、オーケン一家は『ワンダリング・オーケンズ・トレーディングポスト＆フローズン・ファンランド』に、そしてDJとライブバンドをフィーチャーした『クールエスト・サマー・エバー・ダンスパーティー』に登場した。需要に応じて、ディズニー・パークスは2014年8月7日に「『アナと雪の女王』サマー・ファン」の期間を9月28日まで延長することを発表した。
2014年8月19日、最初はスタジオ・ディズニー365を置き換える形で、ディズニーランド・リゾートのダウンタウン・ディズニーに『エルサ＆アナのブティック』が9月中旬にオープンする予定であることが発表された。オープン日は後に2014年10月6日に変更され、店舗名も『アナ＆エルサのブティック』に変更された。この場所では、アナ、エルサ、オラフにインスパイアされた商品が取り揃えられている。
アナとエルサの戴冠式に関してディズニーからの公式発表はなかったが、2014年8月末に旅行代理店のグループが2014年9月24日の朝に特別なキャラクター・ミールを開催することが発表された。このイベントはディズニーによって公式に組織されたものではないが、「マイ・ロイヤル・コロネーション」と呼ばれ、ディズニーが所有する公式のアナとエルサのキャラクターが会社の支援を受けて登場した。2014年9月12日、ウォルト・ディズニー・ワールドは、エプコットのワールド・ショーケースのノルウェー館にある「メイルストロム」に代わり、『アナと雪の女王』のアトラクション「フローズン・エバー・アフター」が2016年初頭にオープンする予定であることを発表した。このアトラクションでは、映画の音楽やシーン、アナとエルサとのグリーティングが行われる。アナ、エルサ、クリストフ、オラフは、2014年11月と12月にマジック・キングダムで開催される『ミッキーのベリーメリー・クリスマスパーティー』で提供される『ミッキーのワンス・アポン・ア・クリスマスタイム・パレード』に登場した（11月7日から12月31日まで）。
2014年11月13日、「スパークリング・クリスマス」イベントに先立ち、アナとエルサは香港ディズニーランドでグリーティングを開始した。
2014年12月20日から、ディズニーランド・リゾートでのアナとエルサのグリーティングは、ディズニーランド・パークからディズニー・カリフォルニア・アドベンチャーの「アナとエルサのロイヤル・ウェルカム」と呼ばれる新しい場所に移された。さらに、ディズニーランドの「おとぎの国のカナルボート」は、映画に登場するアレンデールとンナとエルサの城を含むように更新された。2015年1月7日から正式に、アナはエルサとクリストフと共に、ディズニー・カリフォルニア・アドベンチャーのハリウッド・ランドで『生まれてはじめて:フローズン・シング・アロング・セレブレーション』に登場し、パークの『フローズン・ファン』イベントの一環として出演した。同じく1月7日から、アナとエルサはディズニーランド・パークのロイヤル・シアターで『アナと雪の女王』のプレイに出演した。
2015年5月22日から、ディズニーランドは新しいナイトタイム・パレード『ペイント・ザ・ナイト』をスタートさせ、アナ、エルサ、オラフが登場する『アナと雪の女王』のフロートがパークの60周年記念の一環として登場した。

#### ワンス・アポン・ア・タイム
アナのバージョンがABCのファンタジー・ドラマシリーズ『ワンス・アポン・ア・タイム』の第4シーズンに登場し、エリザベス・レイルが演じた。

#### ブロードウェイ・ミュージカル
パティ・マリンは、2018年3月に開幕したブロードウェイ・ミュージカルでアナ役を初演した。ミュージカルのウェストエンド版では、ステファニー・マキオンがアナ役を初演し、その演技でローレンス・オリヴィエ賞のミュージカル主演女優賞にノミネートされた。

## 評価

### 批評
「『アナと雪の女王』の素晴らしいところは、複雑で欠点を持ちながらも非常に共感できる二人の強いヒロインが登場することだ。アナは勇敢で社交的に不器用だ。これは多くの女の子が、初期のプリンセスのように自然に落ち着いていない女の子に共感できるから素晴らしいことだ。アナはあまり人と接することがなく、接するときには無フィルターな外向性と純粋さを爆発させる」 —サビナ・イバラ、『ギーク・エクスチェンジ』の映画評論家。
『Collider.com』のライター、マット・ゴールドバーグはアナを「キュートから憂鬱、変人、反抗的な態度まで、まったく途切れることなく変化できるキャラクター」と評した。『クリスチャン・ポスト』のエマ・クーンスはアナとエルサを「これまでで最も愛らしくカリスマ的なキャラクター」と表現し、『サンノゼ・マーキュリー・ニュース』のトニー・ヒックスは、アナとエルサが最初から献身的に描かれていると書き、「アナの混乱と、エルサが世界や妹から離れて閉じこもる苦悩は非常にリアルだ」と述べた。『ファースト・ポスト』のディーパンジャナ・パルは、アナについて「映画の中で成長する必要がある子供のようだ」とコメントした。『ウォール・ストリート・ジャーナル』は、アナが「まさに自由奔放な性格であることが彼女をより愛らしくしている」と示唆した。『ザ・コースト・ニュース』のノア・リーは、アナとエルサのヒロインコンビに感銘を受け、「アナが取った思い切った手段やエルサが直面した苦難には興味を失わなかった」と述べた。『コミュニティ・ニュースペーパー・グループ』のレビュアーであるトラヴィス・ビーンは、子供たちがこの映画から学べる教訓を重点を置き、「子供たちはアナが森を駆け抜け、エルサの氷の壁を打ち破り、愛がすべての恐怖に打ち勝つことを証明するのを応援することができる」と言った。『トロント・スター』の映画評論家リンダ・バーナードは、アナの面白くて鉄の意志を持つ性格を特に称賛し、姉妹を「魅力的な女性キャラクター」と表現した。『ギーク・エクスチェンジ』のサビナ・イバラは、監督が「この素晴らしい物語の中で自立し、共に成長する二人の非常にリアルな少女を作り上げた」と称賛した。
クリスティン・ベルは映画でのアナの演技で高く評価された。『アイ・オブ・ザ・タイガー』のミシェル・イムは、アナを「明るく元気な」キャラクターと称し、「ベルがビブラートや高音を完璧にこなし、実際に自分で歌っている」とコメントした。『ザ・コースト・ニュース』の映画レビューでは、ベルが「不器用ながらも善意に満ちたアナに活気ある感性を吹き込んだことで高評価を得た」と書かれている。『ブログクリティックス』の映画評論家シネンドは、ベルの歌唱力を称賛し、彼女とメンゼルが「心から歌い、『レット・イット・ゴー』と『生まれてはじめて』の2つのショーストッパーを演じた」と述べた。『コロラド・スプリングス』の『ザ・ガゼット』のコリン・コバートは、ベルの演技を「完璧な出来」と評価した。マット・ゴールドバーグはアナと姉エルサの関係を絶賛し、「『アナと雪の女王』には多くの愛すべき要素があるが、その中でも特に注目すべきはアナとエルサの関係だ。アナは魅力的なハンスに夢中になり、困惑したクリストフとロマンチックな化学反応を見せるが、彼女の最大の愛は姉に向けられている。エルサはほとんどが恐怖と罪悪感にとらわれている。彼女は非常に共感できるキャラクターであり、兄弟姉妹の疎遠を描く新しい視点だ。アナは非常に生き生きとしており、その活力と熱意をエルサと共有する姿を見たい」と書いた。『ザ・ハイツ』のマグダレナ・ラチョウィッツは、姉妹の絆が「映画の真髄であり、その教訓の要」として、アナが「真実の愛のキスが必要だと思わせるプロットが展開され、これが彼女を困難な冒険に送り出し、犠牲と愛を学ぶ」とコメントした。『カルバーシティ・オブザーバー』のデビー・リン・エリアスは、「自信とポジティブさに満ちた女性主導の物語で、エルサとアナはまるでコインの両面のようだ。一方は力と自信、もう一方は不器用な粘り強さと愛によって強さを持っている」とコメントし、『ニューヨーク・タイムズ』のスティーブン・ホールデンは、ロマンチックな愛ではなく姉妹愛と献身が物語を動かす点を評価し、これは伝統的なディズニーの方程式から大きく逸脱していると述べた。ノア・リーはアナとエルサの関係を「本物」と表現し、「家族と愛のテーマが孤独と恐怖に対抗する様子を見ることは、いくつもの方法で私の心に触れた」と述べた。
しかし、アナには批判もあった。『アイ・オブ・ザ・タイガー』のミシェル・イムは、アナが王子にすぐに恋に落ちることが彼女の唯一のキャラクター発展であり、エルサの感情的な進化と比較して「失望」と感じた。『ガーディアン』のアンナ・スミスは、アナとエルサがディズニープリンセスに典型的なスレンダーな体型と大きな目で描かれていることを嫌った。

### 受賞歴
アナとエルサはともに、女性映画ジャーナリスト同盟によってアニメ女性賞にノミネートされ、アナのみが受賞した。『アナと雪の女王』は同じカテゴリーで女性映画評論家サークル賞も受賞した。